# Чубуков, Фёдор Михайлович
Фёдор Михайлович Чубуков  (21 июня 1920, пос. Бирюч , Воронежская губерния (ныне г. Бирюч, Красногвардейский район Белгородской области) — 1 июня 1988, Рига) — советский лётчик-истребитель, Герой Советского Союза (1944), полковник авиации.

## Биография
Родился 21 июня 1920 года в посёлке Будённый (ныне Бирюч, центр Красногвардейского района Белгородской области) в семье крестьянина. В детстве переехал в город Воронеж, где окончил 10 классов школы № 12 и аэроклуб. С 1939 года в рядах Красной Армии. В 1940 году окончил Борисоглебскую военную авиационную школу пилотов.
С июня 1941 года лейтенант Ф. М. Чубуков в действующей армии. Служил в 159-м и 154-м истребительных авиационных полках (29-м гвардейском ИАП). Сражался на Северном, Ленинградском и Карельском фронтах.
К маю 1944 года командир эскадрильи 29-го гвардейского истребительного авиационного полка (275-я истребительная авиационная дивизия, 13-я воздушная армия, Ленинградский фронт) гвардии капитан Ф. М. Чубуков совершил 296 боевых вылетов, в 52 воздушных боях лично сбил 17 и в составе группы 5 самолётов противника.
19 августа 1944 года за мужество и отвагу, проявленные в боях с врагами, удостоен звания Героя Советского Союза.
К концу войны совершил около 350 успешных боевых вылетов. Участвуя в 100 воздушных боях, сбил 30 неприятельских самолётов лично и 5 — в группе с товарищами.
После окончания войны окончил Высшие лётно-тактические курсы усовершенствования офицерского состава, в 1952 году успешно окончил Военно-воздушную академию. С 1962 года гвардии полковник Ф. М. Чубуков — в запасе. Жил в Риге (Латвия). Преподавал в Институте инженеров гражданской авиации. Умер 1 июня 1988 года. Похоронен в Риге на Гарнизонном кладбище.

## Награды
- Медаль «Золотая Звезда» № 5138 Героя Советского Союза (19.08.1944);
- орден Ленина (19.08.1944);
- орден Красного Знамени (18.02.1944);
- орден Александра Невского (17.07.1943);
- орден Отечественной войны 1-й степени (11.03.1985);
- орден Отечественной войны 2-й степени (20.01.1943);
- два ордена Красной Звезды (16.08.1942, 30.12.1954);
- медали, в том числе:
  - «За боевые заслуги» (1949);
  - «За доблестный труд. В ознаменование 100-летия со дня рождения Владимира Ильича Ленина»;
  - «За оборону Ленинграда» (01.06.1943);
  - «За оборону Советского Заполярья»;
  - «За победу над Германией в Великой Отечественной войне 1941—1945 гг.»;
  - «Ветеран труда»;
  - «За безупречную службу 1-й степени».